# Yoram Hazony
Yoram Hazony, né en 1964, est un philosophe israélien, érudit biblique et théoricien politique. Président de l’Institut Herzl à Jérusalem, et de la Fondation Edmund Burke (en) basée à La Haye, il est un conservateur attaché à l'idée de nation,.
Engagé à l’extrême droite, il a été le pionnier d’une alliance entre les suprémacistes juifs et Benyamin Netanyahou en Israël.

## Biographie
Né à Rehovot en Israël mais très tôt émigré à Princeton (New Jersey) avec sa famille, Yoram Hazony a grandi aux Etats-Unis et est retourné vivre en Israël après ses études.
Il a reçu en 1986 son BA de l’université de Princeton en études de l'Asie de l’Est, et son doctorat de l'université Rutgers en philosophie politique en 1993. Alors qu'il était étudiant à Princeton, il fonda le Princeton Tory, un magazine de pensée modérée et conservatrice.
Il est l'auteur d'un weblog régulier sur la philosophie, la politique, le judaïsme, Israël et l'enseignement supérieur, appelé Jerusalem Letters.
Hazony a publié des articles dans des journaux, dont The New York Times, The Wall Street Journal et American Affairs.
Il dirige la National Conservatism Conference, conférence politique fondée en 2019.
Yoram Hazony se dit nationaliste et il a écrit que le nationalisme confère de manière unique « le droit collectif d'un peuple libre de se gouverner ».
Cependant, plusieurs critiques de la théorie du nationalisme de Yoram Hazony soutiennent que celle-ci est théoriquement incohérente et qu'elle est sans rapport avec le corpus historique de la pensée nationaliste,,.

## Publications

### En français
- L'État juif : Sionisme, postsionisme et destin d'Israël, Éditions de l'Éclat, 2007 (présentation en ligne) — titre original anglais : The Jewish State - The struggle for Israel Soul, Basic Books, New York, 2000.
- Les Vertus du Nationalisme, Titre original en anglais : The Virtue of Nationalism, (Préface de Gilles-William Goldnadel), Collection Le Cercle Aristote, Éditions Jean-Cyrille Godefroy, Paris, décembre 2022,  (ISBN 978-2-86553-308-4).

### En anglais
- (en) The Political Philosophy of Jeremiah : Theory, Elaboration, and Applications (thèse), 1993
- (en) The Jewish State : The Struggle for Israel's Soul, New York, Basic Books and The New Republic, 2000
- (en) The Philosophy of Hebrew Scripture, Cambridge, Cambridge University Press, 2012
- (en) God and Politics in Esther, Cambridge, Cambridge University Press, 2016
- (en) The Virtue of Nationalism, New York, Basic Books, 2018
- (en) Conservatism, A Rediscovery, Regnery Gateway, 2022, 256 p. (ISBN 9781684511105)

En collaboration
- (en) Introduction à Aaron Wildavsky, Moses as Political Leader, Jérusalem, Shalem Press, 2005.
- (en) David Hazony, Yoram Hazony et Michael Oren, New Essays on Zionism,, Jérusalem, Shalem Press, 2006.
- (en) Yoram Hazony and Dru Johnson, The Question of God's Perfection, Leiden: Brill, 2018.

Traduction
- (en) Iddo Netanyahu, Yoni's Last Battle: the Rescue at Entebbe (1976), traduit par Yoram Hazony, Jérusalem, Gefen, 2001.

Articles
- (en) Sur Tora Musing.

- (en) sur Jerusalem Letters.